# شون تومسون
شون تومسون هو مخرج وممثل كندي، ولد في 1 سبتمبر 1951.

## وصلات خارجية
- شون تومسون على موقع IMDb (الإنجليزية)
- شون تومسون على موقع ألو سيني (الفرنسية)
- شون تومسون على موقع أول موفي (الإنجليزية)
- شون تومسون على موقع قاعدة بيانات الفيلم (الإنجليزية)
- شون تومسون على موقع كينوبويسك (الروسية)